# لوتارو بالاسيوس
لوتارو بالاسيوس (بالإسبانية: Lautaro Palacios)‏ هو لاعب كرة قدم أرجنتيني، ولد في 29 مايو 1995 في الأرجنتين لعب سابقاً في نادي العدالة السعودي.

## وصلات خارجية
- لوتارو بالاسيوس على موقع قاعدة بيانات كرة القدم.إي يو (الإنجليزية)
- لوتارو بالاسيوس على موقع Soccerway.com (الإنجليزية)
- لوتارو بالاسيوس على موقع عالم كرة القدم.نت (الإنجليزية)